# Metallichroma excellens
Metallichroma excellens är en skalbaggsart. Metallichroma excellens ingår i släktet Metallichroma och familjen långhorningar.

## Underarter
Arten delas in i följande underarter:
- M. e. excellens
- M. e. konduanum